# Parachernes insuetus
Parachernes insuetus är en spindeldjursart som beskrevs av Beier 1933. Parachernes insuetus ingår i släktet Parachernes och familjen blindklokrypare. Inga underarter finns listade i Catalogue of Life.